# Scirpe mucroné
Schoenoplectus mucronatus, Scirpus mucronatus
Espèce
Classification APG III (2009)
Statut de conservation UICN

 LC  : Préoccupation mineure
Le scirpe mucroné (Schoenoplectus mucronatus syn Scirpus mucronatus) ou scirpe à feuilles mucronées est une plante semi-aquatique vivace ou annuelle du genre Schoenoplectus, de la famille des Cyperaceae.

## Description

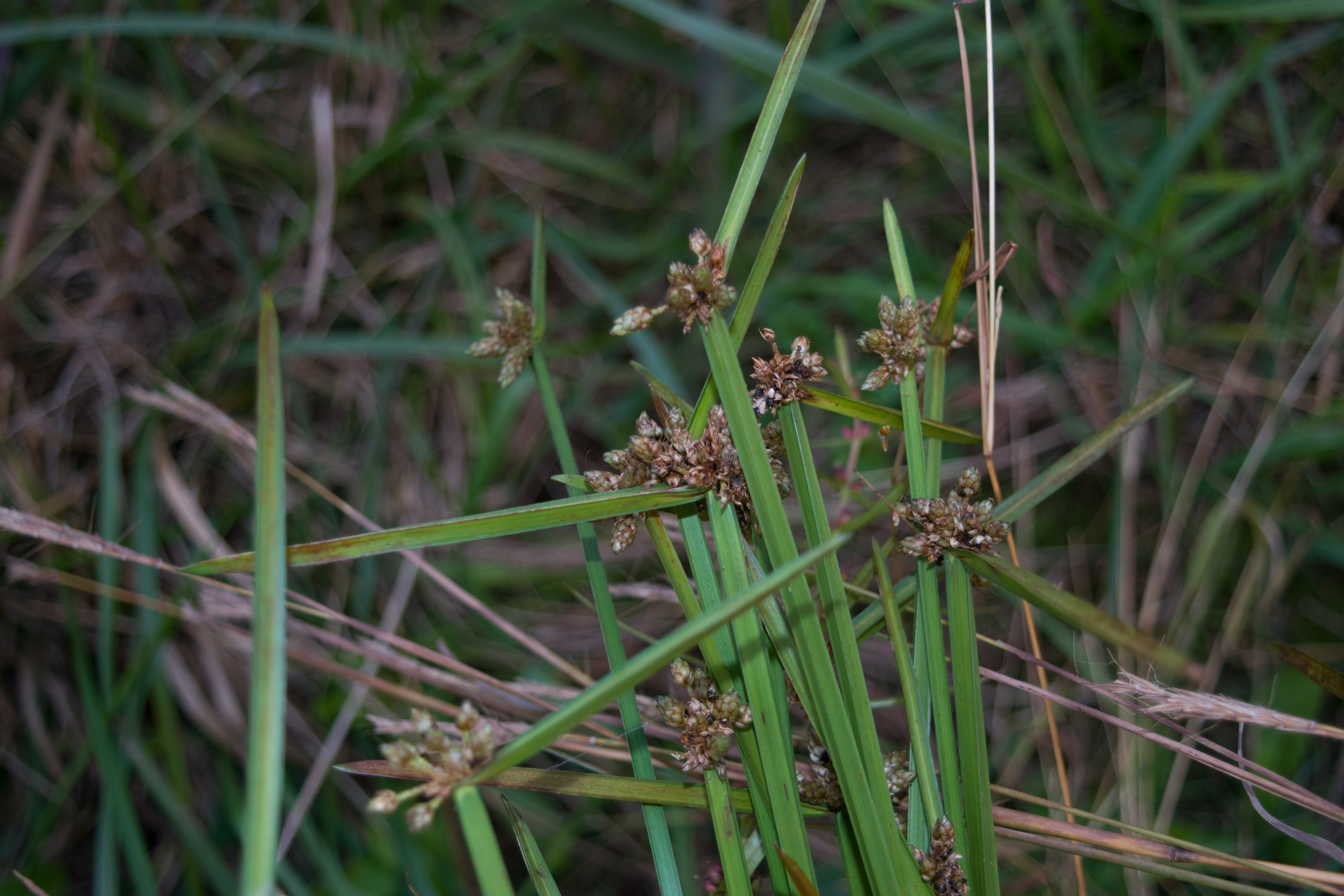
Tiges.

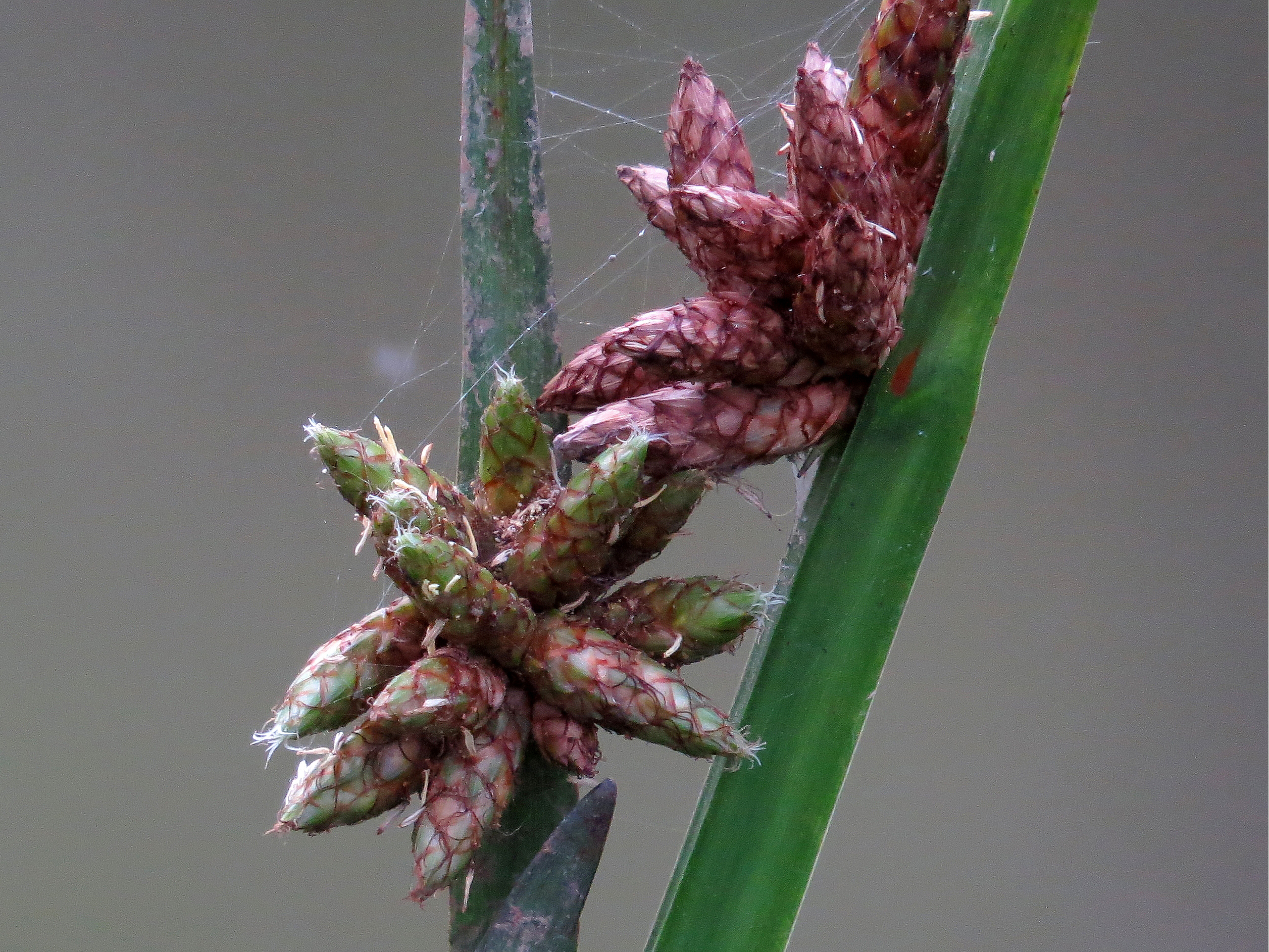
Inflorescences.

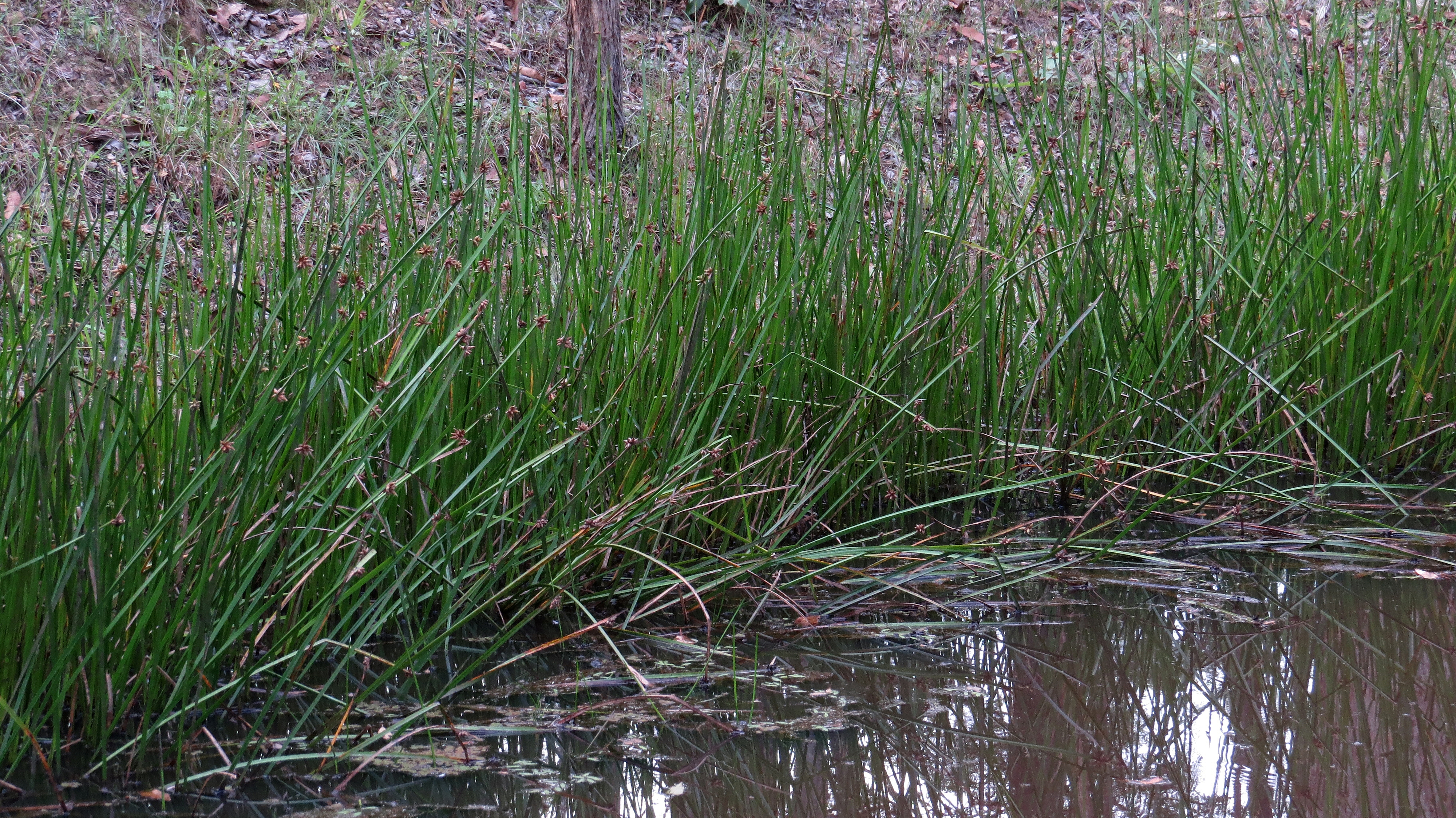
Massif.

### Appareil végétatif
La plante est glabre, à racine fibreuse courte, avec rhizomes, densément cespiteuse. Les tiges, d'un diamètre de plus de 2 mm, mesurent de 40 cm à 1 m, et sont fasciculées, assez épaisses, triquètres à angles aigus et faces concaves, munies à la base de gaines obliquement tronquées, non foliacées.

### Appareil reproducteur
La bractée fertile inférieure est plus grande que l’inflorescence. Les épillets sont assez gros (4-12 mm), roussâtres, ovoïdes à oblongs, nombreux (2 à 20) tous sessiles et agglomérés en tête latérale compacte longuement dépassée par une bractée triquètre à la fin étalée ou réfléchie  ; les glumes de 3 à 4 mm, largement obovales, sont obtuses, mucronées, rougeâtres à nervure verte. Il y a habituellement six soies, scabres rétrorses, un peu plus grandes que l’akène. Les akènes font 1,5 à 2,5 mm, sont obovoïdes, à 3 gones, brun noirâtre, ruguleux transversalement. Il y a trois stigmates,.

## Caractéristiques
La floraison a lieu de juillet à septembre. Schoenoplectus mucronatus est généralement abondant dans les parcelles et sur les bordures, ce qui en fait l'une des principales mauvaises herbes du riz. Cette espèce est dominante en agriculture biologique (près de 70 % des sites observés). Elle est rare dans les rizières très salées et les vieilles rizières. C'est une espèce abondante en début de saison. Elle lève dès la mise en eau dans les rizières, d'autant plus abondamment que la rizière a passé l'hiver sans eau. En cours de culture, l'assec semble favoriser de nouvelles levées. Le double mode de reproduction du scirpe mucroné lui permet de se maintenir d'une année sur l'autre.

## Répartition
On trouve le scirpe mucroné en Europe centrale et méridionale, Asie occidentale, Inde, Égypte et Australie. En France, on le trouve dans le Sud-Ouest, l'Indre-et-Loire, l'Est depuis la Côte-d'Or et les Vosges jusqu'à la Camargue.

## Habitat
Le scirpe mucroné pousse aux bord des étangs, dans les marais et aussi les rizières.

## Synonymes
- Scirpus glomeratus Scop., 1771
- Scirpus javanus Nees, 1834
- Scirpus mucronatus L., 1753
- Scirpus muticus D.Don, 1825[4]